# Antônio Pinto Pereira
Antonio Pinto Pereira,  foi um dos Sete Capitães dos Campos dos Goytacazes, mas sobre ele muito pouco se sabe. Era casado com Maria Valdez. O casal, por escritura de 29 de Dezembro de 1646, fez doação à Ordem de São Bento de metade das terras que possuíam nos Campos pela sesmaria de 1627.
A doação marca o início da intromissão dos beneditinos nos Campos, onde mais tarde viriam a desempenhar papel saliente.